# Piłkarz roku w Azerbejdżanie
Piłkarz roku w Azerbejdżanie (azer. Azərbaycanda ilin futbolçusu) – coroczny tytuł przyznawany od 1991 roku najlepszemu azerskiemu piłkarzowi. Zwycięzca jest wybierany drogą głosowania, do którego prawo mają azerscy dziennikarze sportowi; przy głosowaniu bierze się pod uwagę grę od drugiej połowy poprzedniego sezonu do pierwszej połowy bieżącego.
Najczęściej wyróżnianymi piłkarzami są Rəşad Sadıqov (6 razy: 2004, 2005, 2010, 2013, 2016, 2017), Samir Ələkbərov (3 razy: 1991,1992, 1993), Yunis Hüseynov (2 razy: 1994, 1998), Emin Mahmudov (2 razy: 2021, 2022) i Qara Qarayev (2 razy: 2014, 2020).

## Piłkarze roku w Azerbejdżanie
| Rok  | Piłkarz roku w Azerbejdżanie |
| ---- | ---------------------------- |
| 1991 | Samir Ələkbərov              |
| 1992 | Samir Ələkbərov              |
| 1993 | Samir Ələkbərov              |
| 1994 | Yunis Hüseynov               |
| 1995 | brak                         |
| 1996 | Vidadi Rzayev                |
| 1997 | Faiq Cabbarov                |
| 1998 | Yunis Hüseynov               |
| 1999 | Tərlan Əhmədov               |
| 2000 | Emin Ağayev                  |
| 2001 | Zaur Tağızadə                |
| 2002 | Samir Əliyev                 |
| 2003 | Qurban Qurbanov              |
| 2004 | Rəşad Sadıqov                |
| 2005 | Rəşad Sadıqov                |
| 2006 | Ceyhun Sultanov              |
| 2007 | Mahmud Qurbanov              |
| 2008 | Kamran Ağayev                |
| 2009 | Vaqif Cavadov                |
| 2010 | Rəşad Sadıqov                |
| 2011 | Rauf Əliyev                  |
| 2012 | Ruslan Abışov                |
| 2013 | Rəşad Sadıqov                |
| 2014 | Qara Qarayev                 |
| 2015 | Rahid Əmirquliyev            |
| 2016 | Rəşad Sadıqov                |
| 2017 | Rəşad Sadıqov                |
| 2018 | Mirabdulla Abbasov           |
| 2019 | Emil Balayev                 |
| 2020 | Qara Qarayev                 |
| 2021 | Emin Mahmudov                |
| 2022 | Emin Mahmudov                |
| 2023 | Bəhlul Mustafazadə           |
| 2024 | Toral Bayramov               |